# Geuteling
O geuteling é um alimento tradicional das Ardenas Flamengas, na Bélgica. Ele é uma espécie de panqueca mais grossa.   
O nome da receita vem de uma mistura de "geute" (gieten, derramar), com "lingen", verbo do Holandês arcaico que significa "cozinhar".

## História
Acredita-se que o geuteling tenha se originado durante a época da ocupação espanhola nos Países Baixos, quando soldados espanhóis faziam tortillas primevas, que se tornaram a base do geuteling atual. A versão moderna se estabeleceu nas celebrações do Dia de Santa Apolônia, padroeira da vila de Elst. Originalmente, no primeiro domingo após o dia 9 de fevereiro, famílias levavam suas próprias massas de polme para serem assadas em fornos de padarias. Isso acontecia com frequência em diversas vilas da região do Flandres Oriental.   Com o advento da Segunda Guerra Mundial, a preparação clássica do alimento foi parada. No entanto, durante a década de 1970, a receita tradicional foi revivida por moradores.
Em 1981, Elst criou o Geutelingencomité. Desde então, a tradição passou a ser celebrada todos os anos na vila, em uma quermesse onde o produto é assado e vendido. O Geutelingencomité organiza anualmente, em janeiro e fevereiro, demonstrações da preparação da receita no Ovenmuseum, uma casa da vila que abriga dois grandes fornos rústicos. O festival é chamado de "Geutelingfeest".

## Características
De acordo com a tradição, o geutelingen deve ser feito a partir da massa sendo derramada sobre pedra, em um forno à lenha feito de de argila.
A receita é feita com farinha, ovos, leite, levedura, sal e canela, e a textura resultante é arejada e espumosa. A maior diferença em relação às panquecas é o fato de não ser usada nenhum óleo ou gordura em sua preparação.
O geuteling é geralmente comido como parte do café da manhã ou lanche.